# باشگاه فوتبال ایبستوک یونایتد
باشگاه فوتبال ایبستوک یونایتد (به انگلیسی: Ibstock United Football Club) یک باشگاه فوتبال در شهر ایبستوک، کشور انگلستان است که در سال ۲۰۰۵ میلادی تأسیس شده‌است.